# Nina Zilli
Pour les articles homonymes, voir Zilli.
Maria Chiara Fraschetta, connue sous le nom de scène de Nina Zilli (née le 2 février 1980 à Plaisance en Émilie-Romagne) est une auteure, compositrice et chanteuse italienne.

## Biographie
Maria Chiara Fraschetta a grandi à Gossolengo aux environs de Plaisance et a commencé la musique à 13 ans, influencée par les styles musicaux punk et rock des années 1970.
Elle a étudié le chant lyrique (comme soprano) et le piano au conservatoire et a passé une partie de son enfance en Irlande, ce qui lui a permis de devenir bilingue. En 1997 elle a fondé un groupe : The Jerks.
Après la classe de seconde dans le lycée littéraire et scientifique Respighi de Plaisance, elle a vécu pendant deux ans aux États-Unis à Chicago et New York, où elle a acquis son identité musicale, baignant dans entre Rhythm and Blues, Reggae, Soul music et Motown. Son identité musicale se forge également avec les sonorités de la musique italienne des années 1960 et 1970. Adriano Celentano et Mina sont ses références italiennes. Appréciée par son charisme étonnant sur scène et sa voix de soprano, certains la surnomment l'Amy Winehouse italienne.
En 2009, elle crée son nom de scène Nina Zilli en combinant le prénom de sa chanteuse favorite (Nina Simone) avec le nom de famille de sa mère. Elle signe un contrat avec Universal et sort son premier EP Nina Zilli.
Le single 50 Mila, réalisé dans l'ensemble avec Giuliano Palma, obtient un succès immense. Cette chanson est choisie comme musique du film Mine Vaganti (Le premier qui l'a dit) de Ferzan Ozpetek. Celle-ci a été aussi incluse dans la bande sonore du jeu vidéo PES 2011, ainsi que son autre titre, L'inferno. Ces deux titres sont ses plus connus hors d’Italie.
En 2010, elle concourt au festival de San Remo dans la catégorie giovani avec le titre L'uomo che amava le donne, création inspirée par le film de François Truffaut L'homme qui aimait les femmes. Elle obtient le prix Mia Martini.
En 2012, elle participe au festival de San Remo dans la catégorie big avec la chanson Per sempre. Elle est sélectionnée le 18 février 2012 pour représenter l'Italie au Concours Eurovision de la chanson 2012 à Bakou. Devant initialement chanter la chanson Per Sempre au concours, elle choisit finalement la chanson L'amore è femmina (Out of Love), tirée de son second album L'amore è femmina. Elle se classera 9e avec un total de 101 points.

## Discographie

### Albums
- 2010 - Sempre lontano
- 2012 - L'amore è femmina
- 2015 – Frasi & fumo
- 2017 – Modern Art

### Singles
- 2009 - 50 Mila (avec Giuliano Palma)
- 2009 - L'inferno
- 2009 - L'amore verrà
- 2010 - L'uomo che amava le donne
- 2010 - 50 Mila, Mousse T Remix
- 2010 - Bacio D'ad(d)io
- 2010 - Penelope
- 2010 - Bellissimo
- 2010 - Tutto bene
- 2010 - C'era una volta
- 2012 - Per sempre
- 2012 - L'amore è femmina
- 2012 - Per le strade
- 2014 - Uno di quei giorni (avec J-Ax)
- 2015 - Sola
- 2015 - #RLL (Riprenditi le lacrime)
- 2017 - Mi hai fatto fare tardi
- 2017 - Domani arriverà (Modern Art)

## Récompenses
- Prix de la Critique "Mia Martini" au Festival de Sanremo 2010
- Prix "Sala Stampa Radio Tv" au Festival de Sanremo 2010
- Prix "Assomusica" au Festival di Sanremo 2010
- Wind Music Award "Prix jeunes artistes" 2011
- Wind Music Award platino pour l'album "Sempre lontano"

## Radio
- 2011 - Animatrice de l'émission sur Radio 2 "Stay Soul"

## Télévision
- 2011 - TRL Awards 2011 - MTV
- 2012 - Animatrice de l'émission TV sur Canale 5 "Panariello non esiste"